# Taphromysis louisianae
Taphromysis louisianae är en kräftdjursart som beskrevs av A. H. Banner 1953. Taphromysis louisianae ingår i släktet Taphromysis och familjen Mysidae. Inga underarter finns listade i Catalogue of Life.